# Director (album)
Director è un album R&B di Avant del 2006.

## Tracce
1. So Many Ways
2. This Is Your Night
3. You Know What (feat. Lil' Wayne)
4. 4 Minutes
5. Stickwitu (Avant Mix) (feat. The Pussycat Dolls)
6. With You
7. Exclusive (feat. Lloyd Banks)
8. Right Place, Wrong Time
9. Grown Ass Man
10. Director
11. Lie About Us (feat. Nicole Scherzinger)
12. Imagination
13. Mr. Dream
14. Now You Got Someone
15. G.P.S.A (Ghetto Public Service Announcement) (feat. Jermaine Dupri)
16. Maker (bonus track)
17. You Know What (Remix) (feat. David Banner) (iTunes bonus track)